# Mallota rufipes
Mallota rufipes är en tvåvingeart som beskrevs av Enrico Adelelmo Brunetti 1913. Mallota rufipes ingår i släktet hålblomflugor, och familjen blomflugor. Inga underarter finns listade i Catalogue of Life.